# سيباستيان منير
سيباستيان منير (بالفرنسية: Sébastien Monier)‏ هو لاعب كرة قدم فرنسي في مركز الوسط، ولد في 15 يونيو 1984 في Lomme ‏ في فرنسا. لعب مع إثنيكوس ورويال إكسل موسكرون.

## وصلات خارجية
- سيباستيان منير على موقع رابطة كرة القدم الفرنسية للمحترفين (الإنجليزية)
- سيباستيان منير على موقع قاعدة بيانات كرة القدم.إي يو (الإنجليزية)
- سيباستيان منير على موقع Soccerway.com (الإنجليزية)